# Окніца-Резеші
Окніца-Резеші (рум. Ocnița-Răzeși) — село в Оргіївському районі Молдови. Входить до складу комуни, адміністративним центром якої є село Кукурузень.

## Населення
За даними перепису населення 2004 року у селі проживали 319 осіб.
Національний склад населення села:
| Національність   | Кількість осіб | Відсоток   |
| ---------------- | -------------- | ---------- |
| молдавани румуни | 308 7          | 96,6% 2,2% |
| українці         | 2              | 0,6%       |
| росіяни          | 2              | 0,6%       |
| Всього           | 319            | 100%       |